# Яйлаг (фестиваль)
Фестиваль «Яйлаг» или «Национальный фестиваль кочевой культуры» (азерб. Milli Yaylaq Festivalı) — проходящий в Азербайджане фестиваль с целью сохранения и популяризации яйлагов (летних пастбищ) и обычаев сезонного кочевания.

## История проведения фестивалей

### Первый фестиваль
Фестиваль проводится с 2019 года. Первый фестиваль прошёл с 26 по 28 июля на территории яйлага Мискинли Кедабекского района при совместном участнии Фонда истории и культуры «Джавад хан», Турецкого агентства по сотрудничеству и координации (ТИКА) и Исполнительной власти Гедабекского района и при поддержке Агентства по развитию малого и среднего бизнеса Азербайджана, Государственного агентства по туризму, Государственного агентства занятости, Министерства культуры, Министерства молодежи и спорта, Министерства сельского хозяйства и других государственных структур. В фестивале 2019 года приняли участие представители 16 стран, в том числе России, Турции, Казахстана, Киргизии, Украины и прочих стран, где также развиты схожие традиции. Всего на фестивале приняло участие около 50 тысяч зрителей.
На территории яйлага был сооружён этнопоселок из юрт кочевников – аладжыклар, а также ипподром, рынок, очаг «Деде Горгуд», представляющая собой небольшую сцену для зрителей и любителей народных сказаний, площадь для борцов и силачей «зорхана» и ремесленные лавки. Также в рамках фестиваля прошли соревнования иноходцев – йорга, конные скачки, состязания национальном поло – човгане, включённом от Азербайджана в список нематериального культурного наследия ЮНЕСКО, конной игре сюр-папах, борьбе на лошадях эр-эндире. Было также показано выступление конников на карабахских лошадях.
С номерами выступили акробаты в традиционных костюмах, канатоходцы, богатыри-пехлеваны, состязавшиеся в поднятии тяжестей, ашуги, рассказывавшие под звуки саза сказания, молодые исполнители национального танца яллы, также внесённого от Азербайджана в список всемирного нематериального культурного наследия. Участники и гости фестиваля состязались в народных играх: молламинди, похожей на чехарду, чилингагадж – метании палок, диредейме, напоминающей русскую лапту, и ашуг-ашуг (игра в кости). Кроме того, на фестивале госте были приготовлены такие блюда, как жаркое из баранины – чобан бугламасы и большие кята на садже.
Также в рамках фестиваля был создан посвящённый коврам павильон, где на старинном ткацком станке ковровщицы самого крупного ковроткацкого предприятия Азербайджана «Азерхалча» создавали ковры под рассказы об истории азербайджанского ковроткачества.
Помимо этого во время фестиваля были организованы туры по примечательным местам региона – крепости Кёроглу, храму Махраса, Девичьей башне и другим местам, катание на лошадях и экскурсия под названием «Немецкие следы».

### Второй фестиваль
Второй фестиваль был проведен с 29 по 31 июля 2022 года на территории яйлага «Хан» в посёлке Аджикенд Кяпазского района Гянджи. На фестивале, состоявшемся по инициативе Фонда истории и культуры «Джавад хан» и ООО «Kap.az», приняли участие 300 представителей из 22 стран и более 120 тысяч зрителей.
В рамках второго фестиваля состоялись выступления музыкальных, танцевальных и фольклорных коллективов Азербайджанской национальной консерватории, Академического музыкального театра, Шушинского государственного музыкально-драматического театра, Государственного театра пантомимы, Бакинского государственного цирка, Гянджинского государственного драматического театра, Гянджинского государственного кукольного театра, Гянджинской государственной филармонии, Союза писателей Азербайджана, литературного объединения «Меджлис Ашуг-Пери», общественного объединения «Деде Алескер Оджагы», а также различных ансамблей Гянджи, Саатлы, Масаллы, Балакена и Губы. В программе фестиваля особое место было отведено выступлениям представителей национальных меньшинств, проживающих в Азербайджане. Так в рамках фестиваля выступили фольклорные коллективы, состоящие из представителей турок-месхетинцев, горских евреев, талышей и аварцев.
Помимо местных коллективов на сцене выступали коллективы из Турции, Казахстана, Узбекистана, Кыргызстана и других стан. Так, например, свои номера представили детский танцевальный ансамбль «Хамса» Гянджинской государственной филармонии с танцем «Пастухи», солист Азербайджанского государственного академического театра оперы и балета, народный артист Самир Джафаров, солист Гянджинской государственной филармонии Ровшан Мамедов, представители секции «Хорезм» Узбекской государственной консерватории, Дагестанского ногайского государственного фольклорно-этнографического ансамбля «Айланай», группа «Барыш» из Тебриза, турецкий исполнитель народных песен и озан Кая Кузуджу, турецкие музыканты Угур Ышылак и Биньямин Аксунгур.
Также в рамках фестиваля состоялись конные скачки, состязания в борьбе гюлеш, борьбе на поясах, конные национальные игры, зорхана, стрельба из лука, выступления жонглеров и образцовые выступления борцов. Помимо этого участники фестиваля состязались в перетягивании канатов, нардах, гонки в мешках, национальной игре галагапы. Некоторые участники фестиваля и туристы ночевали в специальном этнопоселении в виде старинных юрт традиционного стиля, а также устанавливая собственные палатки. Кроме того, по примечательным местам региона были организованы пешие туры, конные туры, исторические туры и туры на парапланах.

## Мнения и оценки о фестивале
По словам председателя Общественного совета при Государственной миграционной службе Азербайджана Азера Аллахверанова, проведение фестиваля Яйлаг является позитивным событием с точки зрения сохранения и развития кочевых традиций. Также согласно эксперту, этот фестиваль служит развитию туризма в стране, а привлечение большего числа стран для участия в этом фестивале в будущем приведёт к резкому увеличению числа туристов в республике.
Тюрколог и этнолог Гюллю Йологлу отмечает, что этот фестиваль сохраняет существовавшую в Азербайджане традицию яйлагов. Организованные в рамках фестиваля конные состязания, традиционные палатки и культурные мероприятия, по словам Йологлу, являются данью уважения прошлому народа и культуре яйлагов предков.
Участвовавшие на фестивале журналистка Самира Ашраф и публицист член Национального Совета телевидения и радио Азербайджана Телли Панахкызы подвергли организаторов II фестиваля 2022 года резкой критике, в первую очередь из-за сильных пробок по дороге на фестиваль, цен, малого количества палаток несмотря на большое количество гостей, качества еды и пр. В связи с появившимися неудобствами Министерство культуры Азербайджан принесло свои извинения гостям фестиваля.